# Simorre
Simorre ist eine französische Gemeinde mit 695 Einwohnern (Stand 1. Januar 2022) im Département Gers in der Region Okzitanien. Sie gehört zum Kanton Val de Save und zum Arrondissement Auch.

## Geographie
Nachbargemeinden sind:
- Lamaguère und Faget-Abbatial im Nordwesten,
- Sémézies-Cachan im Norden,
- Saint-Élix-d’Astarac im Nordosten,
- Pellefigue und Sabaillan im Osten,
- Tournan im Südosten,
- Villefranche im Süden,
- Betcave-Aguin im Südwesten,
- Tachoires im Westen.

## Bevölkerungsentwicklung
| Jahr                      | 1962 | 1968 | 1975 | 1982 | 1990 | 1999 | 2008 | 2015 |
| ------------------------- | ---- | ---- | ---- | ---- | ---- | ---- | ---- | ---- |
| Einwohner                 | 931  | 911  | 806  | 804  | 708  | 698  | 654  | 699  |
| Quelle: Cassini und INSEE |      |      |      |      |      |      |      |      |

## Sehenswürdigkeiten

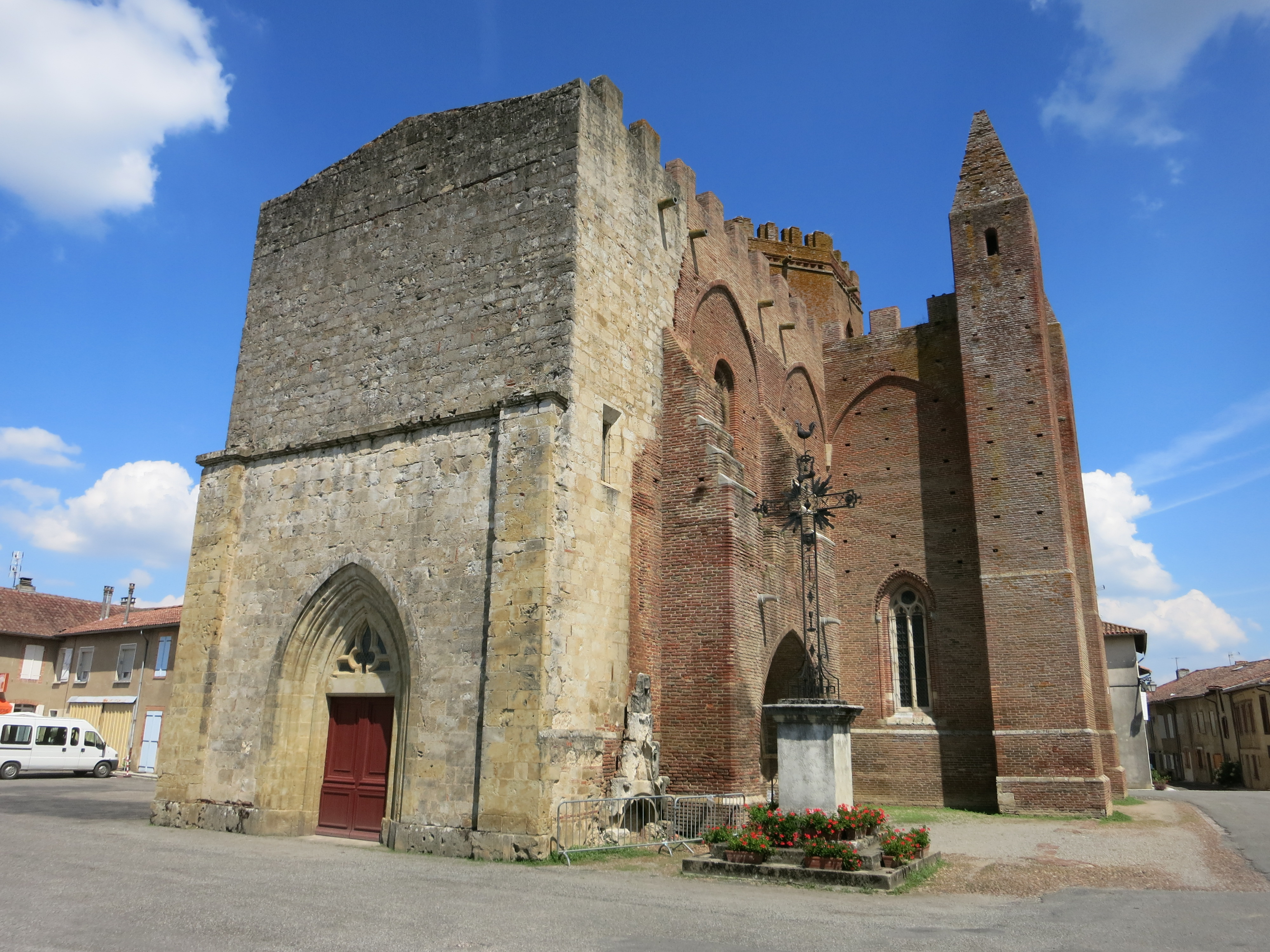
Kirche Notre-Dame, seit 1846 ein Monument historique

- Kirche Notre-Dame
- Fundort von Brachypotherien

## Persönlichkeiten
- Guy Lafitte (1927–1998), Jazzmusiker, in Simorre gestorben